# Daniel Sturridge
Daniel Andre Sturridge (nascut l'1 de setembre de 1989) és un futbolista anglès actualment sense equip. Ha jugat en diverses ocasions amb l'equip nacional d'Anglaterra com a davanter.

## Palmarès
Chelsea FC
- 1 Lliga de Campions: 2011-12.
- 1 Lliga anglesa: 2009-10.
- 2 Copa anglesa: 2009-10, 2011-12.

Liverpool FC
- 1 Lliga de Campions: 2018-19.

Trabzonspor Kulübü
- 1 Copa turca de futbol: 2019-20